# París-Tours 1999
La París-Tours 1999 fou la 93a edició de la clàssica París-Tours. Es disputà el 3 d'octubre de 1999 i el vencedor final fou el belga Marc Wauters de l'equip Rabobank.
Va ser la novena cursa de la Copa del Món de ciclisme de 1999.

## Classificació general
|    | Ciclista         | Equip                          | Temps           |
| -- | ---------------- | ------------------------------ | --------------- |
| 1  | Marc Wauters     | Rabobank                       | 6 h 09 min 54 s |
| 2  | Gianni Faresin   | Mapei-Quick Step               | + 10 s          |
| 3  | Jaan Kirsipuu    | Casino                         | + 14 s          |
| 4  | Fabrizio Guidi   | Polti                          | m. t.           |
| 5  | Marco Serpellini | Lampre-Daikin                  | m. t.           |
| 6  | Ludovic Capelle  | Home Market-Ville de Charleroi | m. t.           |
| 7  | Fabio Baldato    | Ballan-Alessio                 | m. t.           |
| 8  | Léon van Bon     | Rabobank                       | m. t.           |
| 9  | Andreï Tchmil    | Lotto                          | m. t.           |
| 10 | Aart Vierhouten  | Rabobank                       | m. t.           |